# Aryan Tari
Aryan Tari (4 de juny de 1999) és un jugador d'escacs noruec que té el títol de Gran Mestre Internacional des del 2016.
A la llista d'Elo de la FIDE del febrer de 2022, hi tenia un Elo de 2660 punts, cosa que en feia el jugador número 2 (en actiu) de Noruega i 79è del món. El seu màxim Elo va ser de 2660 punts, a la llista del gener de 2022 (posició 79 al rànquing mundial).

## Resultats destacats en competició
Tari, que té els pares d'origen iranià, aconseguí la seva primera norma de GM a l'Obert de Noruega del 2013 fent 6 punts de 9 i enfrontat-se a cinc Grans Mestres, assolint una performance de 2585 quan sols tenia 2293 d'Elo i encara no tenia cap títol. El 2015 representant Noruega obtingué una doble norma de Gran Mestre al Campionat d'Europa per equips. D'aquesta forma aconseguí el títol de Gran Mestre a l'edat de 16 anys 5 mesos i 18 dies.
El 2015 amb només setze anys fou Campió de Noruega amb 7 punts de 9, esdevenint el tercer noruec més jove de la història del campionat.
El setembre de 2017 a Tbilisi, a la Copa del Món eliminà a David Howell però fou derrotat per Aleksandr Lenderman per ½ a 1½ a la segona ronda. El novembre de 2017 a Tarvisio (Itàlia) es proclamà campió del món juvenil després de sumar 8½ punts d'11 i superar en el desempat a Aravindh Chithambaram i Manuel Petrosyan.
El gener de 2021 va participar al magistral del torneig Tata Steel de 2021, on hi acabà vuitè, dos punts i mig per sota del campió Jorden van Foreest.

### Participació en olimpíades d'escacs
Tari ha participat, representant Noruega, en l'Olimpíada d'escacs de 2014 amb un resultat de (+3 =3 –3), amb el 50,0% de la puntuació i amb una performance de 2490.